# Římskokatolická farnost Panny Marie Opava
Římskokatolická farnost Panny Marie Opava je územní společenství římských katolíků s farním kostelem Nanebevzetí Panny Marie v Opavě. Chrám je konkatedrálou ostravsko-opavské diecéze.

## Kostely a kaple na území farnosti

### Opava
- Konkatedrála Nanebevzetí Panny Marie
- Kostel svatého Vojtěcha
- Kostel Nejsvětější Trojice
- Kostel svaté Hedviky
- Kostel svaté Alžběty (v majetku farnosti, využíván však pravoslavnou církví)

### Otice
- Kaple Zvěstování Panny Marie
- Kaple Nejsvětější Trojice v Rybníčcích (osada obce Otice)